# Yushania ailuropodina
Yushania ailuropodina är en gräsart som beskrevs av Tong Pei Yi. Yushania ailuropodina ingår i släktet yushanior, och familjen gräs. Inga underarter finns listade i Catalogue of Life.